# Xylopteryx raphaelaria
Xylopteryx raphaelaria là một loài bướm đêm trong họ Geometridae.